# مدرسه عالی کسب‌وکار استنفورد
مدرسه عالی کسب و کار استنفورد (انگلیسی: Stanford Graduate School of Business) یا جی‌اس‌بی از دانشکده کسب‌وکار دانشگاه استنفورد، واقع در استنفورد، کالیفرنیا است.
این مدرسه مدارک ام‌بی‌ای، MSx (که فوق لیسانسی به مدت دوازده ماه تمام وقت است) در مدیریت برای مدیران اجرایی میانی، و پی‌اچ‌دی را در کنار مدارک مشترک دیگری با دیگر مدارس دانشگاه استفورد، نظیر مدارس عالی مهندسی و آموزش و مدرسه حقوق استنفورد اعطا می‌کند. استنفود به همراه مدرسه وارتون دانشگاه پنسیلوانیا و مدرسه کسب و کار هاروارد از سوی یواس نیوز اند ورلد ریپورت در رتبهٔ یک ام‌بی‌ای در آمریکا قرار دارد. در بین مدارس کسب و کار آمریکا، استنفورد با ۶٫۵٪ کمترین میزان پذیرش را داراست.